# Biografielijst So

## Soa

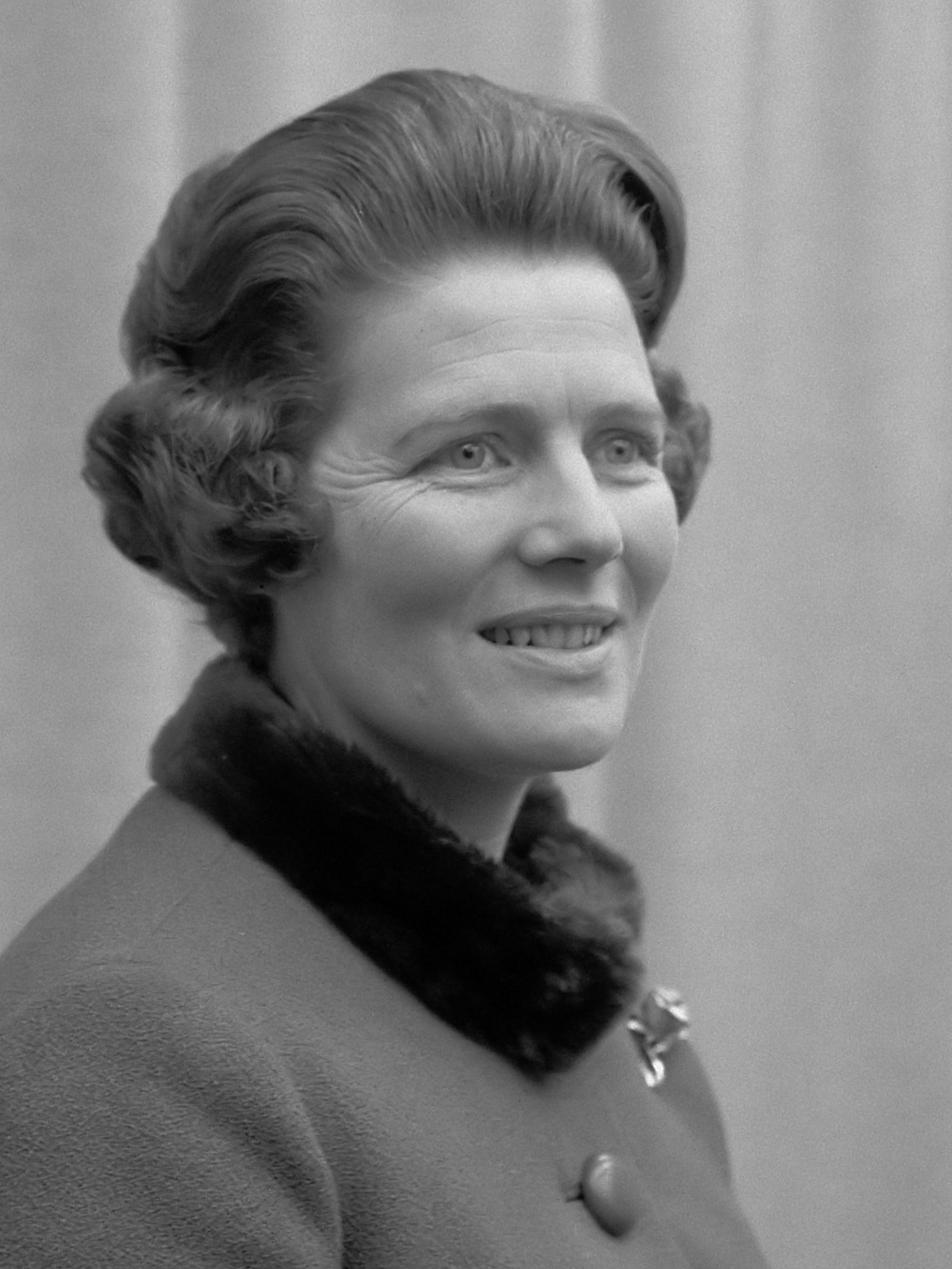
Mary Soames in 1965.

- Mary Soames (1922-2014), Brits aristocraat
- Hannah Soar (1999), Amerikaans freestyleskiester
- Elza Soares (1930-2022), Braziliaans sambazangeres
- Mário Soares (1924-2017), Portugees politicus

## Sob
- Aleksej Sobolev (1991), Russisch snowboarder
- Andrej Sobolev (1989), Russisch snowboarder
- Sergej Sobolev (1908-1989), Russisch wiskundige
- Jelena Soboleva (1982), Russisch atlete
- Natalja Soboleva (1995), Russisch snowboardster
- Jaume Sobregrau (1987), Spaans voetballer
- Jan Sobrie (1979), Belgisch acteur
- Barbosa Lima Sobrinho (1897-2000), Braziliaans schrijver en politicus
- Jill Sobule (1959-2025), Amerikaans singer-songwriter

## Soc

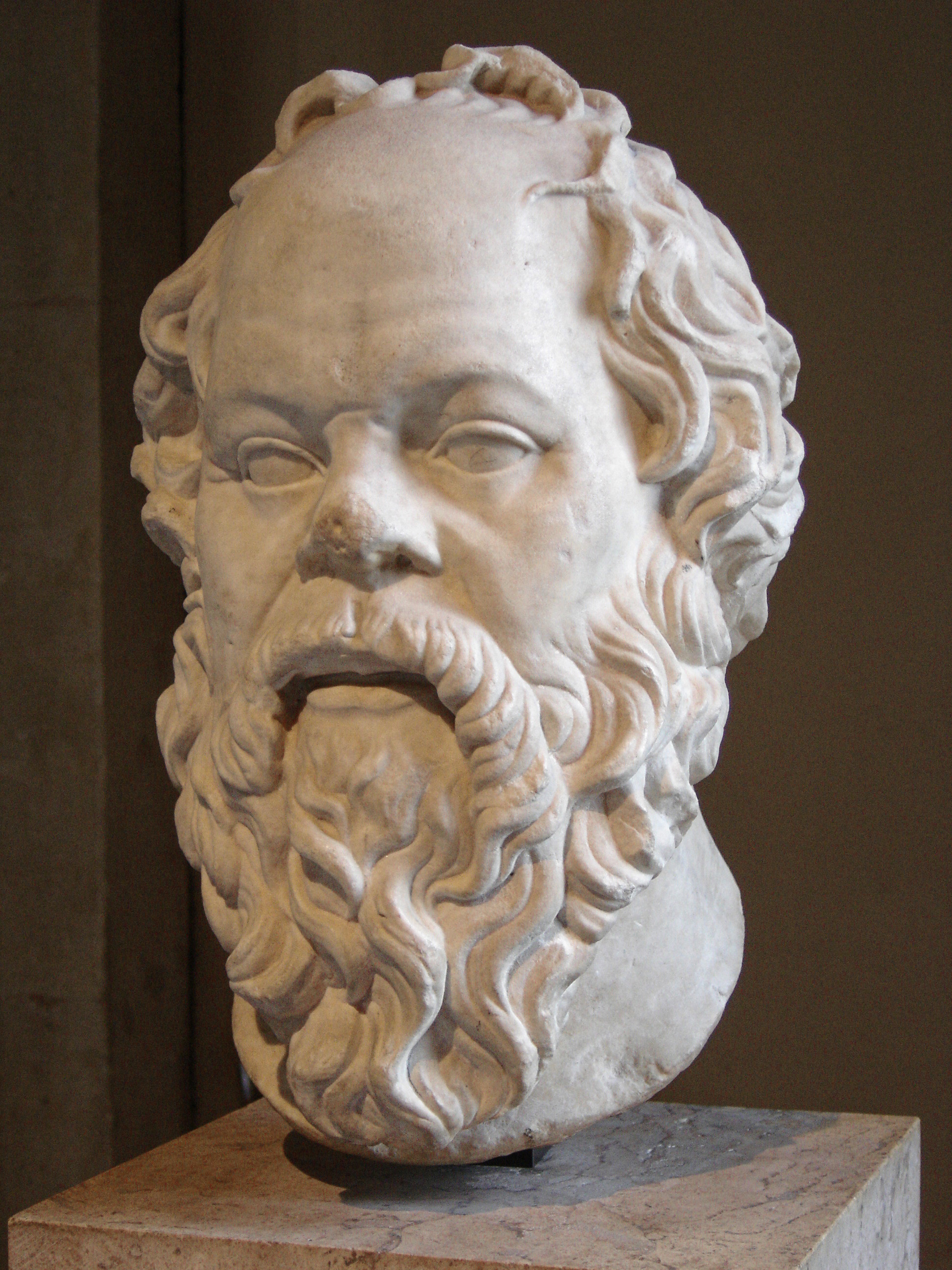
Buste van Socrates

- Manuela Soccol (1988), Belgisch atlete
- Faustus Socinus (1539-1604), Italiaans theoloog en jurist
- Jack Sock (1992), Amerikaans tennisser
- Socrates (469-399 v.Chr.), Grieks filosoof

## Sod
- Angelo Sodano (1927-2022), Italiaans kardinaal
- Kristina Söderbaum (1912-2001), Zweeds-Duits actrice
- Anders Södergren (1977), Zweeds langlaufer
- Robin Söderling (1984), Zweeds tennisser
- Bruno Söderström (1881-1969), Zweeds atleet

## Soe
- Aleksandr Soechoroekov (1988), Russisch zwemmer
- Soeharto (1921-2008), Indonesisch generaal en politicus (o.a. president 1967-1998)
- Oesje Soekatma (1957-2025), Surinaams-Nederlands musicus
- Ahmed Soekarno (1901-1970), Indonesisch president (1949-1967)
- Megawati Soekarnoputri (1947), Indonesisch president (2001-2004)
- Iding Soemita (1908-2001), Surinaams politicus
- Willy Soemita (1936-2022), Surinaams politicus
- Johan Soenen (1935-2014), Belgisch hoogleraar, schrijver en bestuurder
- Willy Soenen (1937), Belgisch componist, dirigent, muziekpedagoog en trompettist
- André Soeperman (1929-1977), Surinaams politicus
- Piet Soer ( 1903 -1935), Nederlands piloot
- Dmitry Soeranovitsj (1995), Russisch autocoureur
- Dino Soerel (1960), Nederlands crimineel
- Wibi Soerjadi (1970), Nederlands pianist
- Conrad von Soest (1370-1425), Duits kunstschilder
- Johannes Leendert van Soest (1898-1983), Nederlands ingenieur en botanicus
- Paul van Soest (1949), Nederlands acteur
- Tiffany van Soest (1989), Amerikaans kickbokser en Muay Thai-bokser
- Adolphe Soete (1819-1862), Belgisch kunstschilder
- Ann Soete (1959), Belgisch politica
- Daan Soete (1994), Belgisch veldrijder en mountainbiker
- Gerard Soete (1920-2000), Belgisch rijkswachter, koloniaal en schrijver
- Han Soete (1968), Belgisch internetjournalist, industrieel vormgever, webdesigner en politicus
- Joost de Soete (1541-1589), Zuid-Nederlands edelman en militair
- Luc Soete (1950), Belgisch econoom en hoogleraar
- Paul Soete (1949), Belgisch bestuurder
- Toon Soetebier (1921-2006), Nederlands oorlogsmisdadiger
- Gerard Soeteman (1936-2025), Nederlands scenarioschrijver en regisseur
- Marius Soetendal (1922-2010), Nederlands burgemeester
- Chris Soetewey (1957), Belgisch atlete
- Oscar Soetewey (1925-1988), Belgisch atleet
- Peter Soetewey (1960), Belgisch atleet
- Walter Soethoudt (1939), Vlaams schrijver en uitgever
- Aleksandr Soevorov (1729-1800), Russisch generaal

## Sof

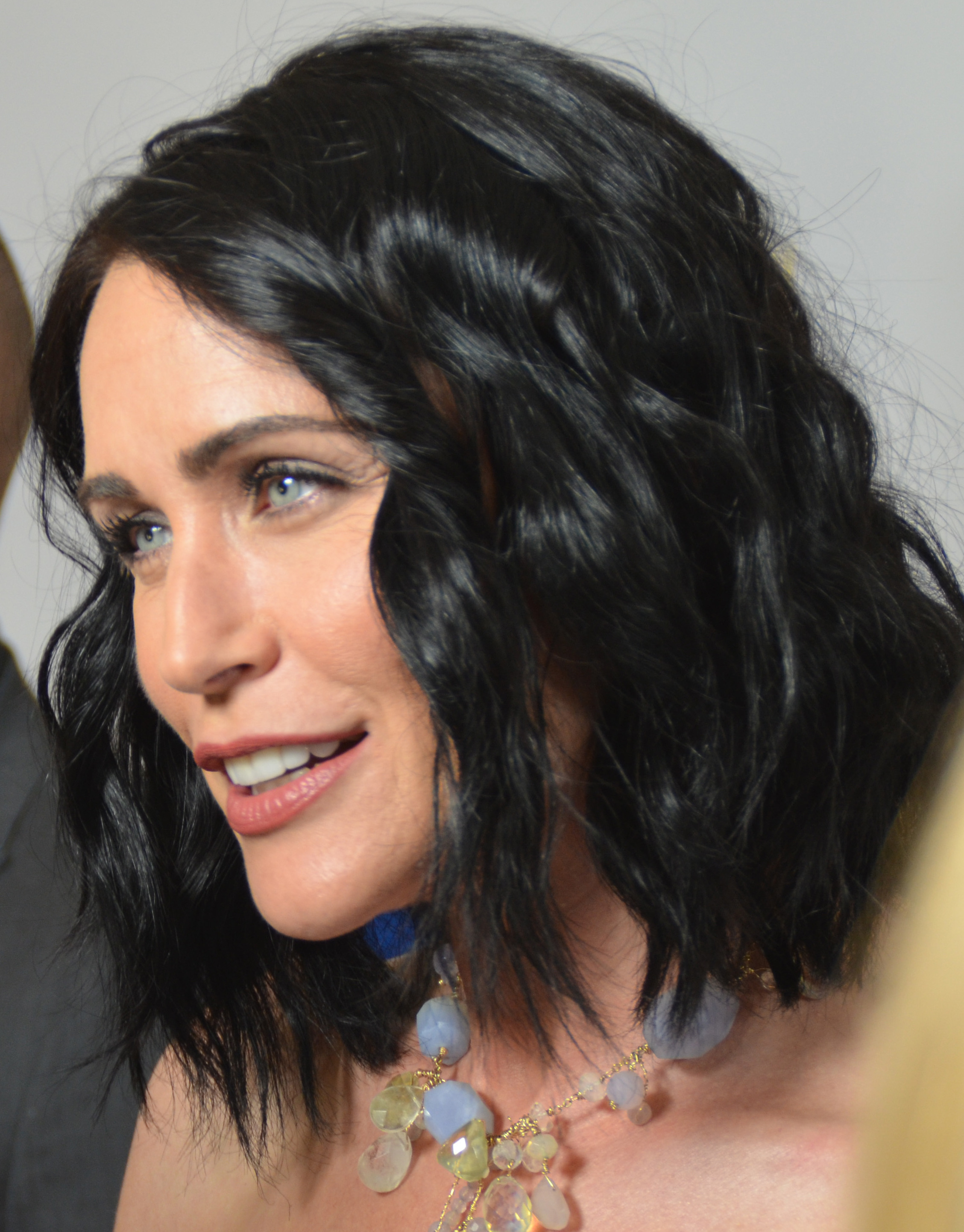
Rena Sofer, 2014

- Rena Sofer (1968), Amerikaans actrice
- Jesse Lee Soffer (1984), Amerikaans acteur
- Sofie (1956), Belgisch zangeres
- Pavel Sofin (1981), Russisch atleet
- Bahattin Sofuoğlu (2003), Turks motorcoureur
- Kenan Sofuoğlu (1984), Turks motorcoureur

## Sog
- Laura Sogar (1991), Amerikaans zwemster
- Sogyal Rinpoche (1947-2019), Tibetaans geestelijke

## Soh
- Mark Söhngen (1954), Nederlands trekzakbespeler
- Gisela Söhnlein (1921-2021), Nederlands verzetstrijdster

## Soi
- Edwin Cheruiyot Soi (1986), Keniaans atleet

## Sok
- Alan Sokal (1955), Amerikaans professor fysica
- Etienne Sokal (19?), Waals-Belgisch kinderarts en uitvinder
- Ján Sokol (1933), Slowaaks aartsbisschop
- Marla Sokoloff (1980), Amerikaans actrice en muzikante
- Andrei Sokolov (1963), Russisch-Frans schaker
- Andrei Sokolov (1972), Lets schaker
- Aleksandr Sokolov (1949), Russisch politicus
- Ivan Sokolov (1969), Bosnisch-Nederlands schaker
- Jevgeni Sokolov (1920-2008), Russisch psychofysioloog
- Jevgeni Sokolov (1984), Russisch wielrenner
- Nikolaj Sokolov (1903-1995), Russisch kunstschilder
- Jelena Sokolova (1986), Russisch atlete
- Vera Sokolova (1987), Russisch atlete
- Tomislav Šokota (1977), Kroatisch voetballer

## Sol

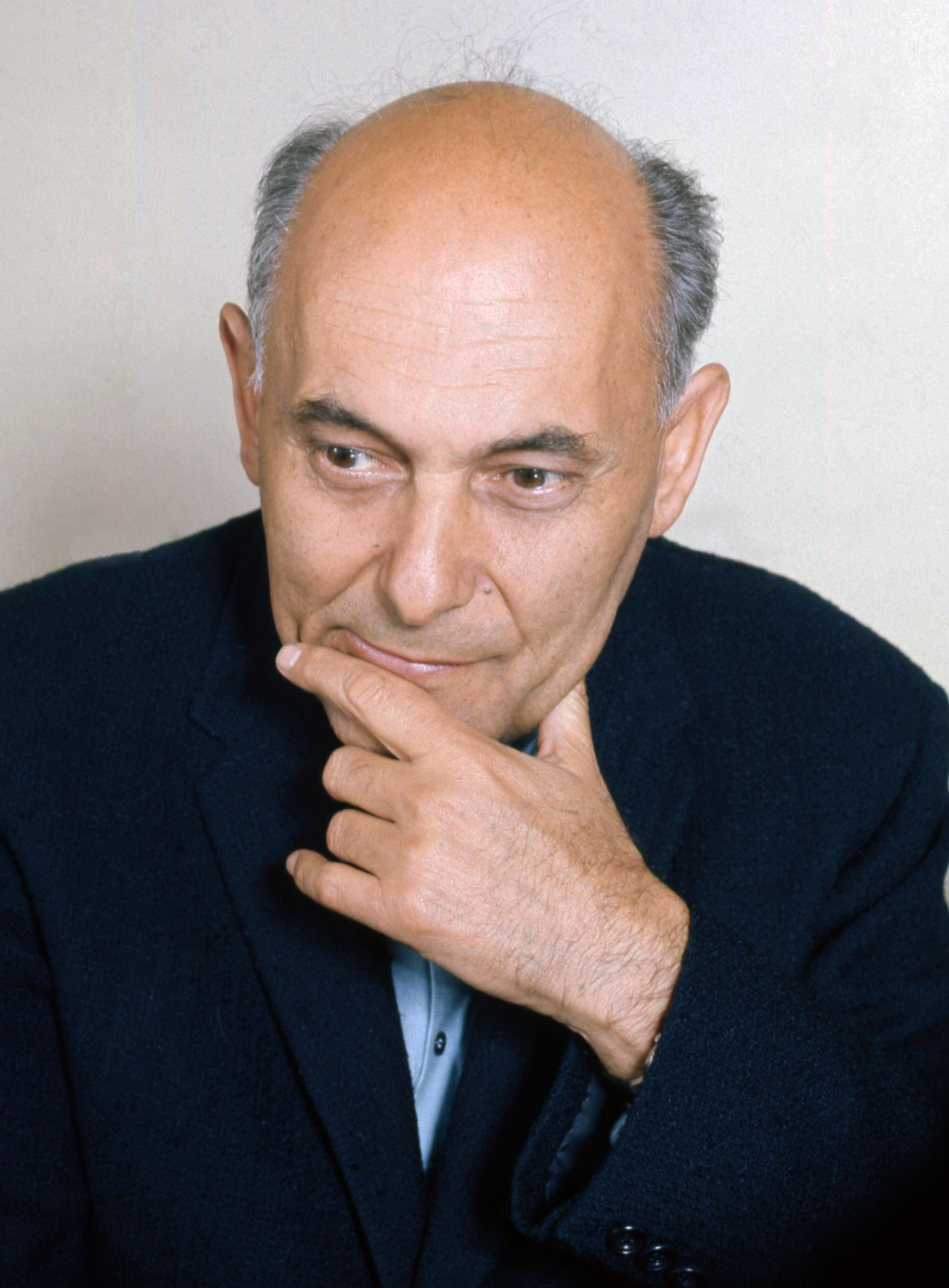
Georg Solti

- Hanna Sola (1996), Wit-Russisch biatlete
- Martial Solal (1927-2024), Frans jazzpianist, componist en dirigent
- Javier Solana (1942), Spaans politicus
- Moisés Solana (1935-1969), Mexicaans autocoureur
- Juan María Solare (1966), Argentijns componist en pianist
- Charles Solau (1890-1983), Belgisch politicus
- Jules Solau (1863-1937), Belgisch syndicalist, vakbondsbestuurder en politicus
- Roberto Soldado (1985), Spaans voetballer
- Qassem Soleimani (1957-2020), Iraans generaal
- Synnøve Solemdal (1989), Noors biatlete
- Alex Soler-Roig (1932), Spaans autocoureur
- P.J. Soles (1950), Amerikaans actrice
- Chris Solinsky (1984), Amerikaans atleet
- Charito Solis (1935-1998), Filipijns actrice
- Felix Solis (1971), Amerikaans acteur
- Benito Soliven (1898-1943), Filipijns politicus
- Max Soliven (1929-2006), Filipijns journalist en krantenuitgever
- Marie Sollberger (1846-1917), Zwitsers pionier in de abstinentiebeweging voor vrouwen
- Philippe Sollers (1936-2023), Frans schrijver
- Gerrit Solleveld (1961), Nederlands wielrenner
- André Sollie (1947-2025), Belgisch kinderboekenauteur en -illustrator
- Abdulaziz Solmaz (1988), Turks voetballer
- Raul Solnado (1929-2009), Portugees acteur en komiek
- Bobby Solo (1945), Italiaans zanger
- Hope Solo (1981), Italiaans voetbalster
- Mano Solo, pseudoniem van Emmanuel Cabut (1963-2010), Frans zanger, schrijver en componist
- Sal Solo, pseudoniem van Christopher Scott Stevens (1961), Engels zanger en producer
- Bruce Solomon (1944), Amerikaans acteur
- Duane Solomon (1984), Amerikaans atleet
- Matt Solomon (1996), Hongkongs autocoureur
- Phil Solomon (1924-2011), Brits impresario en zakenman
- Rebecca Solomon (1832 - 1886), Brits kunstschilder
- Simeon Solomon (1840-1905), Brits kunstschilder
- Steven Solomon (1993), Australisch atleet
- Solon (ca.640 - ca.560 v.Chr.), Grieks staatsman en schrijver
- Marco Solorza (1987), Argentijns motorcoureur
- Amalia Alejandra Solórzano Bravo (1912-2008), eerste dame van Mexico (1934-1940)
- Robert Solovay  (1938), Amerikaans wiskundige
- Dmitri Vladimirovitsj Solovjov (1989), Russisch kunstschaatser
- Vladimir Sergejevič Solovjov (1853-1900), Russisch schrijver en filosoof
- Robert Solow (1924-2023), Amerikaans econoom en Nobelprijswinnaar
- Karim Soltani (1984), Frans voetballer
- Georg Solti (1912-1997), Hongaars dirigent
- Frans Balthasar Solvyns (1760-1824), Vlaams kunstschilder, graficus, etnograaf en havenmeester
- László Sólyom (1942-2023), Hongaars politicus; president van augustus 2005 tot juni 2010
- Alexander Solzjenitsyn (1918-2008), Russisch schrijver en dissident

## Som

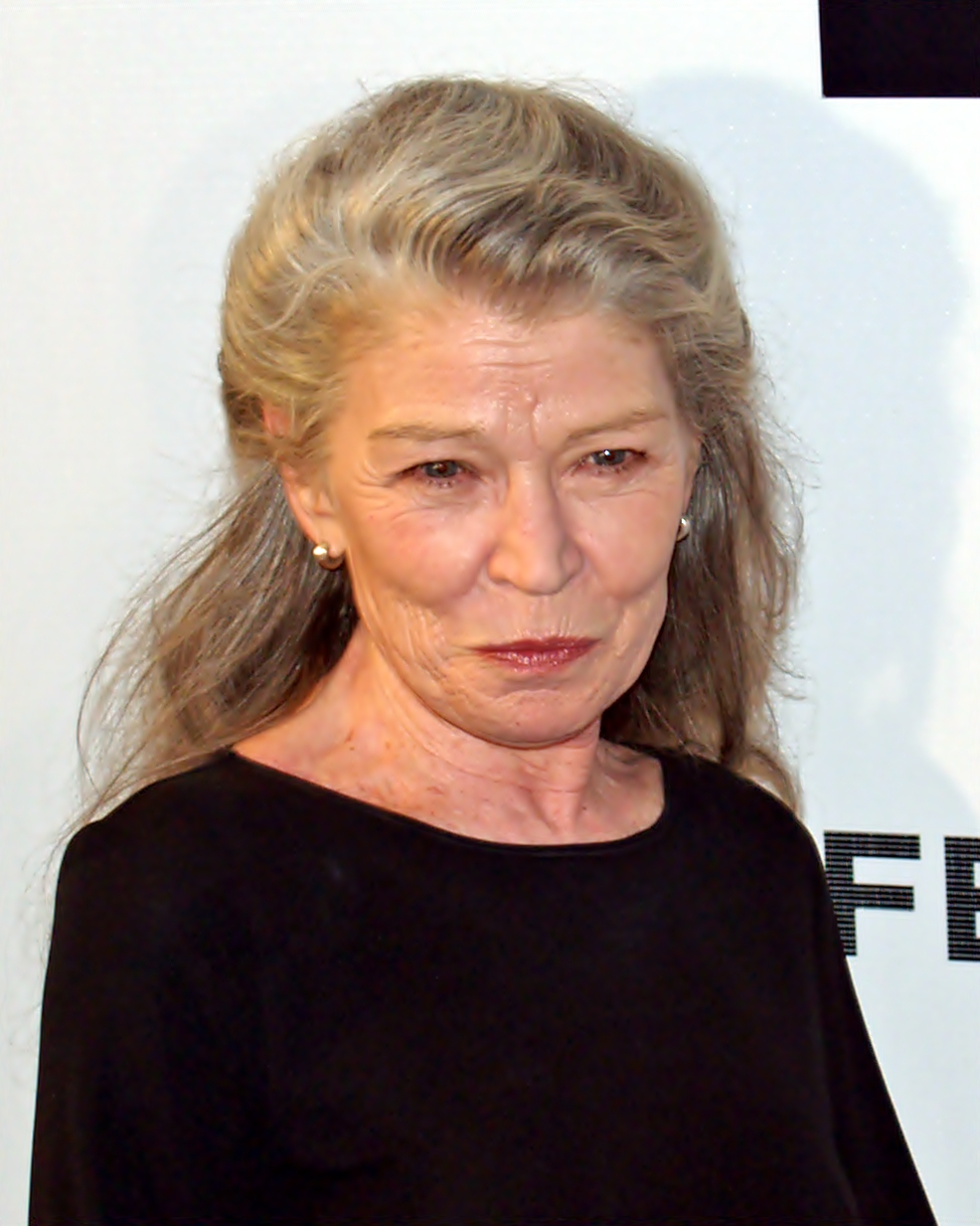
Phyllis Somerville, 2007

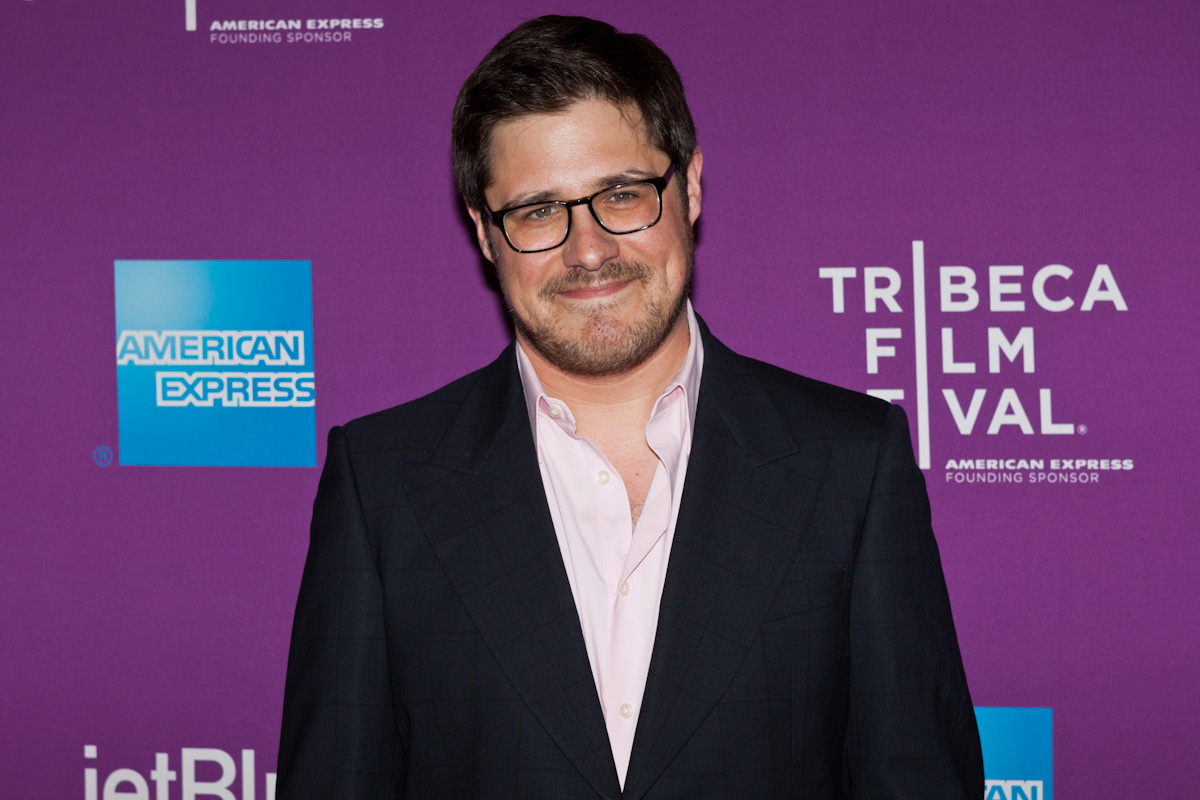
Rich Sommer

- Bram Som (1980), Nederlands atleet
- Carla Somaini (1991), Zwitsers snowboardster
- Mirjam Sombroek-van Doorm (1968), Nederlands juriste
- Peter Some (1990), Keniaans atleet
- Jan Marginus Somer (1899-1979), Nederlands verzetsstrijder
- Haya van Someren-Downer (1926-1980), Nederlands politica
- Ann Somers (1966), Belgisch politica
- Anne Somers (1970), Vlaams actrice
- Bart Somers (1964), Vlaams-Belgisch politicus (o.a. Vlaams minister-president)
- Daniëlla Somers (1964), Belgisch boksster
- Frans Somers (1917-1982), Nederlands hoorspelacteur
- Gerard Somers (1908-1967), Belgisch architect en politicus
- Hans Somers (1970), Nederlands acteur en regisseur
- Hans Somers (1978), Belgisch voetballer
- Harry Somers (1925-1999), Canadees componist en pianist
- Ilse Somers (?), Belgisch regisseur, scenarist en docent
- Ine Somers (1971), Belgisch politica
- Joos Somers (1936-2012), Belgisch onderwijzer en politicus
- Joseph Somers (1917-1966), Belgisch wielrenner
- Louis Somers (1909-1965), Belgisch voetballer
- Marc Somers (1961), Belgisch wielrenner
- Marinus Somers (1920-1995), Nederlands politicus
- Marlies Somers (1973), Nederlands stemactrice, zangeres en songwriter
- Monique Somers (1963), Nederlands wiskundige, weerkundige en weervrouw
- Piet Somers (1880-1935), Belgisch syndicalist, vakbondsbestuurder en politicus
- Richard Somers (1778-1804), Amerikaans militair
- Suzanne Somers (1946-2023), Amerikaans actrice en schrijfster
- Timo Somers (1991), Nederlands gitarist, componist, producent en zanger
- Werner Somers (1974), Belgisch politicus
- Wieki Somers (1976), Nederlands ontwerper
- Robert Somers-Smith (1887-1916), Bits roeier
- James Somerville (1882-1949), Brits admiraal
- Jimmy Somerville (1961), Brits zanger
- Mary Somerville (1780-1872) Brits wiskundige en schrijfster van wetenschappelijke boeken
- Phyllis Somerville (1944), Amerikaans actrice
- Lorenzo Sommariva (1993), Italiaans snowboarder
- Bert Sommer (1949-1990), Amerikaans singer-songwriter en acteur
- Iris Sommer (1970), Nederlands psychiater, schrijver en hoogleraar psychiatrie
- Josef Sommer (1934), Duits acteur
- Michael Sommer (1952-2025), Duits vakbondsbestuurder
- Rich Sommer (1978), Amerikaans acteur
- Arnold Sommerfeld (1868-1951), Duits theoretisch natuurkundige
- Samuel Thomas von Sömmerring (1755-1830), Duits arts en wetenschapper
- Ferri Somogyi (1973), Nederlands acteur
- Paul Somohardjo (1943), Surinaams politicus

## Son

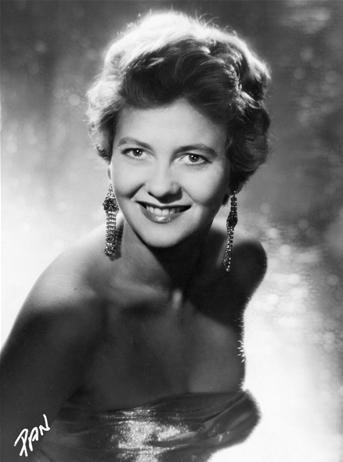
Grethe Sønck

- Louis van Son (1922-1986), Nederlands politicus
- Sasha Son (1983), Litouws zanger
- Thieu van Son (1980), Nederlands paralympisch sporter
- Bertus Sondaar (1904-1984), Nederlands beeldhouwer
- Urs Sonderegger (1964), Zwitsers ondernemer en autocoureur
- Stephen J. Sondheim (1930-2021), Amerikaans componist en tekstschrijver
- Song Chong-Gug (1979), Zuid-Koreaans voetballer
- Rebecca Soni (1987), Amerikaans zwemster
- Emma (of Emilia) Sonka (19?), Russisch wielrenster
- Martin Šonka (1978), Tsjechisch piloot
- Leopold Sonnemann (1831-1909), Duits journalist, uitgever, bankier
- Jan Sonneveld (1933-2022), Nederlands landbouwkundige en politicus
- Wim Sonneveld (1917-1974), Nederlands cabaretier
- Jack Sonni (1954-2023), Amerikaans gitarist
- Franciscus Sonnius (1507-1576), Nederlands-Belgisch theoloog
- Diederik Sonoy (1529-1597), geuzenleider
- Gunnar Sønsteby (1918-2012), Noors verzetsstrijder
- Susan Sontag (1933-2004), Amerikaans schrijfster en politiek activiste

## Soo
- Hannes Soomer (1998), Estisch motorcoureur
- Alfred Soons (1948), Nederlands jurist
- Michael Soong (1980), Hongkongs autocoureur
- Keyvan Andres Soori (2000), Duits autocoureur

## Sop
- Sophia Polyxena Concordia van Sayn-Wittgenstein-Hohenstein (1709-1781), vorstin van Nassau-Siegen

## Sor
- Fernando Sor (1778-1839), Spaans componist
- Gustaaf Sorel (1905-1981), Vlaams kunstschilder en tekenaar
- Nancy Sorel (1964), Amerikaans actrice
- Chris Anker Sørensen (1984), Deens wielrenner
- Jan Sørensen (1955-2024), Deens voetballer
- Marco Sørensen (1990), Deens autocoureur
- Nicki Sørensen (1975), Deens wielrenner
- Reidar Sørensen (1956), Noors acteur
- Ronald Sørensen (1947), Nederlands leraar, vakbondsbestuurder en politicus
- Søren Sørensen (1868-1939), Deens scheikundige
- Ted Sorensen (1928-2010), Amerikaans presidentieel adviseur
- Kees Sorgdrager (1936-2017), Nederlands journalist en presentator
- Winnie Sorgdrager (1948), Nederlands juriste, politica en bestuurder
- Edgard Sorgeloos (1930-2016), Belgisch wielrenner
- Jana Sorgers (1967), Duits roeister
- Juan Soriano (1920-2006), Mexicaans beeldhouwer en kunstschilder
- Tatjana Sorina (1994), Russisch langlaufster
- Arleen Sorkin (1955-2023), Amerikaans actrice
- Abdulkarim Soroush (1945), Iraans filosoof
- Rondel Sorrillo (1986), atleet uit Trinidad en Tobago
- Kiki Sørum (1939-2009), Noors modejournaliste, redactrice en schrijfster
- Mira Sorvino (1968), Amerikaans actrice
- Paul Sorvino (1939-2022), Amerikaanse acteur

## Sos
- Marcelo Sosa (1978), Uruguayaans voetballer
- Mercedes Sosa (1935-2009), Argentijns zangeres
- Rubén Sosa (1966), Uruguayaans voetballer
- Stanisław Sosabowski (1892-1967), Pools militair
- Łukasz Sosin (1977), Pools voetballer
- Olga Sosnovska (1972), Pools/Brits/Amerikaans actrice
- Genna Sosonko (1943), Russisch-Nederlands schaker
- Joe Sostilio (1915-2000), Amerikaans autocoureur

## Sot
- Ramón Sota (1938-2012), Spaans golfprofessional
- Kelly Sotherton (1976), Brits atlete
- Jesús Soto (1928-2003), Spaans architect
- Juan Crisostomo Soto (1867-1918), Filipijns dichter en toneelschrijver
- Javier Sotomayor (1967), Cubaans atleet
- Sonia Sotomayor (1954), Amerikaans juriste, rechter bij het Hooggerechtshof
- Nasrin Sotoudeh (1963), Iraans advocate en mensenrechtenverdedigster
- Maria Sotskova (2000), Russisch kunstschaatsster
- Ettore Sottsass (1917-2007), Italiaans architect en ontwerper

## Sou

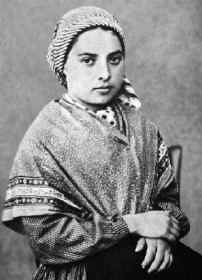
Bernadette Soubirous

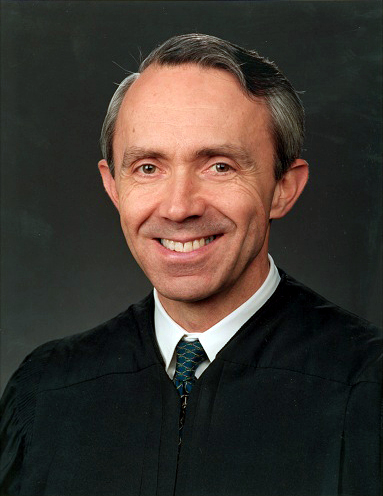
David Souter

- Bernadette Soubirous (1844-1879), Frans heilige
- Piet Soudijn (1880-1946), Nederlands atleet
- Gabriela Soukalová (1989), Tsjechisch biatlete
- Abderrahmane Soukhane (1936-2015), Algerijns voetballer
- Jaroslav Soukup (1982), Tsjechisch biatleet
- David Soul (1943-2024), Amerikaans-Brits acteur en zanger
- Pierre Soulages (1919-2022), Frans abstract kunstschilder en beeldhouwer
- Noël Soumah, Senegalees voetballer
- Myriam Soumaré (1986), Frans atlete
- Chris Soumokil (1905-1966), Zuid-Moluks jurist en politicus
- John Philip Sousa (1854-1932), Amerikaans componist
- José de Sousa (1974), Portugees darter
- Vitório Maria de Sousa Coutinho (1760-1857), Portugees politicus
- Jacques Soustelle (1912-1990), Frans antropoloog en politicus
- Marian Soutendijk-van Appeldoorn (1948), Nederlands politica en rechter
- Renée Soutendijk (1957), Nederlands actrice
- David Souter (1939), Amerikaans rechter
- Joe South (1940-2012), Amerikaans zanger
- Stephen South (1952), Brits autocoureur
- Leslie Southwood (1906-1986), Brits roeier
- Neville Southall (1958), Welsh voetballer
- Filipe de Souza (1976), Macaus autocoureur
- José Tarciso de Souza, (1951-2018), Braziliaans voetballer
- Nathan Allan de Souza (1996), Braziliaans voetballer
- Carmen Souza (1981), Portugees zangeres
- Pete Souza (1954), Amerikaans fotograaf
- Gérard Souzay (1918-2004), Frans zanger
- Allan Rodrigues de Souza (1997), Braziliaans voetballer

## Sow
- Ousmane Sow (1935-2016), Senegalees beeldhouwer
- Charles Sowa (1933-2013), Luxemburgs atleet
- Scott Sowers (1963), Amerikaans acteur
- Toby Sowery (1996), Brits autocoureur